# Groot-Buenos Aires

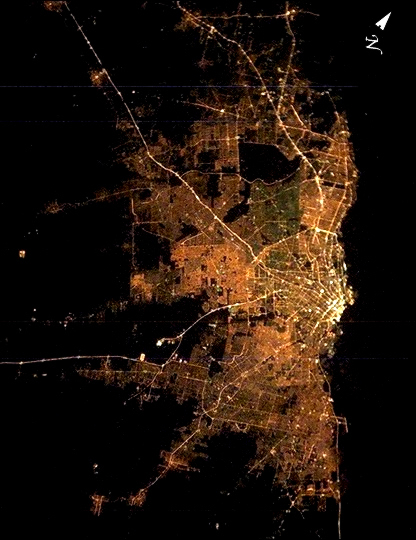
Satellietfoto van Groot-Buenos Aires

Groot-Buenos Aires (Spaans: Gran Buenos Aires) is een agglomeratie bestaande uit de autonome hoofdstad van Argentinië, Buenos Aires, en 24 aangrenzende partido's van de provincie Buenos Aires. De conurbatie spreidt zich uit van de stad Buenos Aires naar het noorden, westen en zuiden. In het oosten is de Río de La Plata een natuurlijke grens. De term werd voor het eerst gebruikt in 1948 door Domingo Mercante, de toenmalige gouverneur van de provincie Buenos Aires. 

## Verdeling
| Rang | Partido             | Hoofdplaats      | Census van 2010 | % groei sinds 2001 Census |
| ---- | ------------------- | ---------------- | --------------- | ------------------------- |
| *    | Buenos Aires        |                  | 2.890.151       | 4,1                       |
| 1    | La Matanza          | San Justo        | 1.775.816       | 41,5                      |
| 2    | Lomas de Zamora     | Lomas de Zamora  | 616.279         | 4,2                       |
| 3    | Quilmes             | Quilmes          | 582.943         | 12,4                      |
| 4    | Almirante Brown     | Adrogué          | 552.902         | 7,2                       |
| 5    | Merlo               | Merlo            | 528.494         | 12,4                      |
| 6    | Lanús               | Lanús            | 459.263         | 1,4                       |
| 7    | Moreno              | Moreno           | 452.505         | 18,9                      |
| 8    | Florencio Varela    | Florencio Varela | 426.005         | 22,1                      |
| 9    | General San Martín  | San Martín       | 414.196         | 2,8                       |
| 10   | Tigre               | Tigre            | 376.381         | 25,0                      |
| 11   | Avellaneda          | Avellaneda       | 342.677         | 4,2                       |
| 12   | Tres de Febrero     | Caseros          | 340.071         | 1,1                       |
| 13   | Berazategui         | Berazategui      | 324.344         | 12,6                      |
| 14   | Malvinas Argentinas | Los Polvorines   | 322.375         | 10,9                      |
| 15   | Morón               | Morón            | 321.109         | 3,8                       |
| 16   | Esteban Echeverría  | Monte Grande     | 300.959         | 23,4                      |
| 17   | San Isidro          | San Isidro       | 292.878         | 0,5                       |
| 18   | San Miguel          | San Miguel       | 276.190         | 9,1                       |
| 19   | Vicente López       | Olivos           | 269.420         | -1,7                      |
| 20   | José C. Paz         | José C. Paz      | 265.981         | 15,5                      |
| 21   | Hurlingham          | Hurlingham       | 181.241         | 5,2                       |
| 22   | Ituzaingó           | Ituzaingó        | 167.824         | 6,1                       |
| 23   | Ezeiza              | Ezeiza           | 163.722         | 37,8                      |
| 24   | San Fernando        | San Fernando     | 163.240         | 8,0                       |

## Galerij

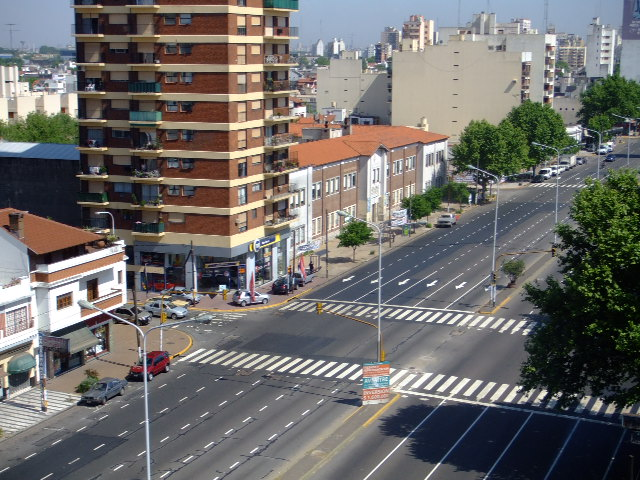
Avellaneda
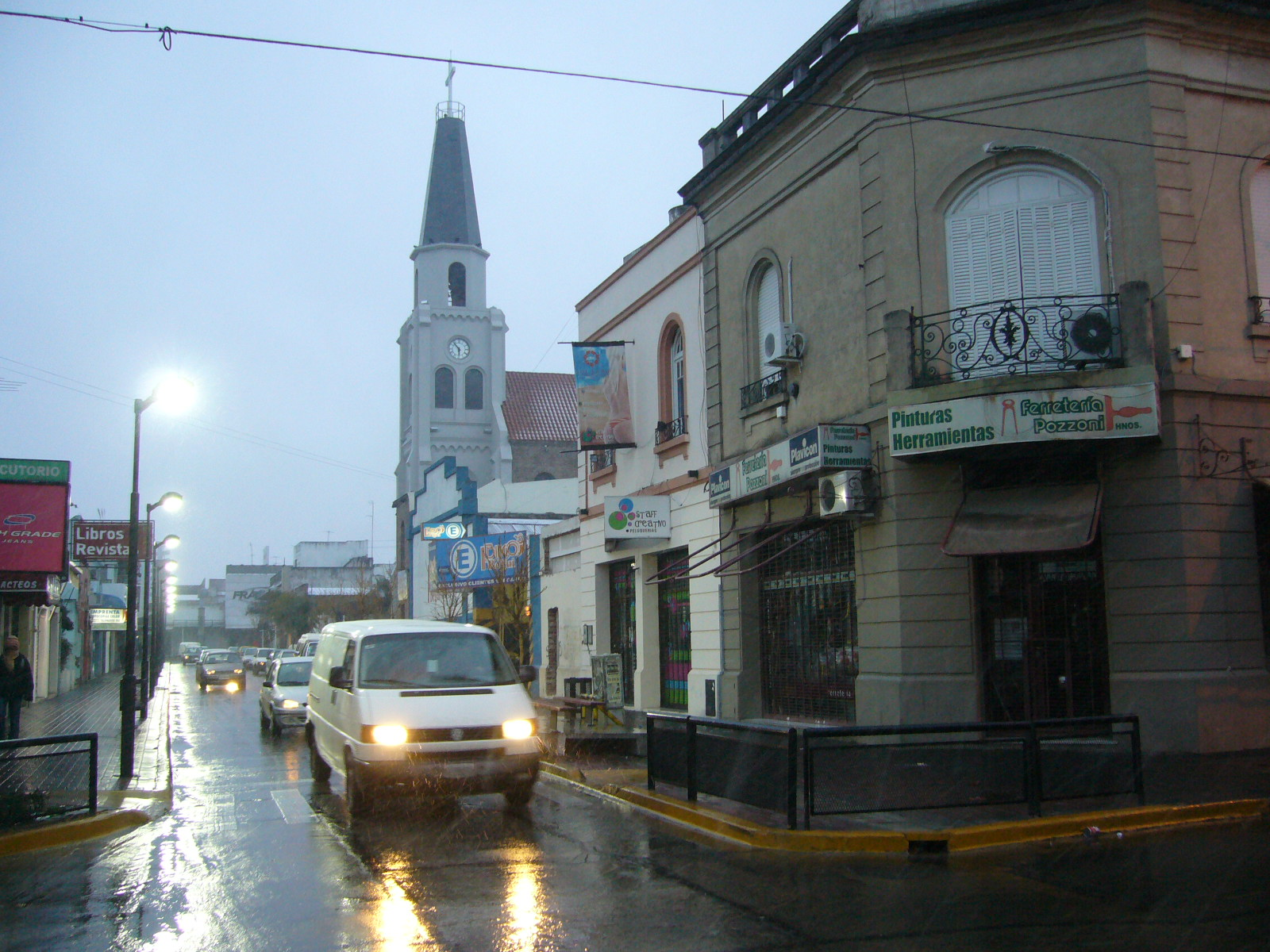
Berazategui
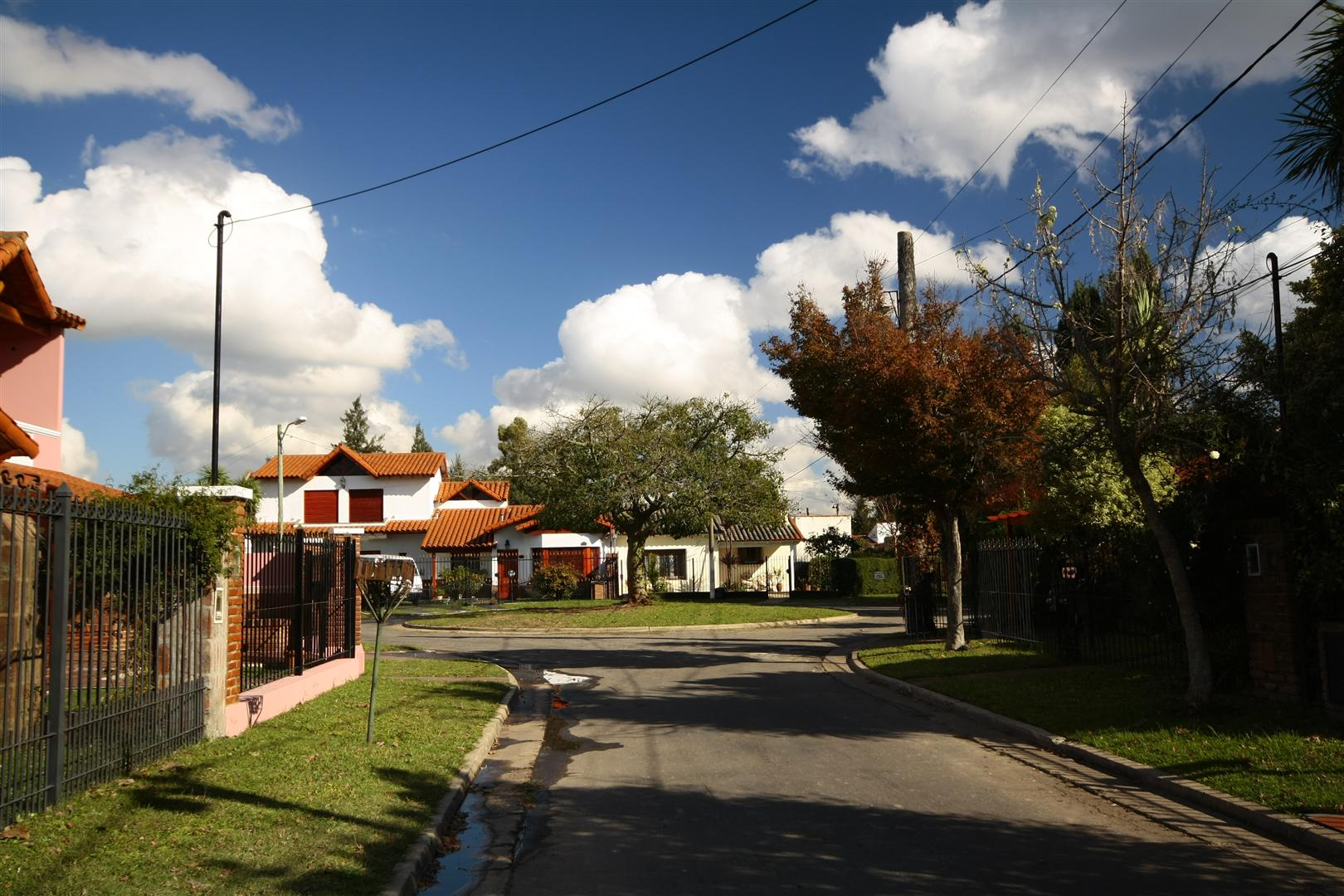
Ciudad Evita (La Matanza Partido)
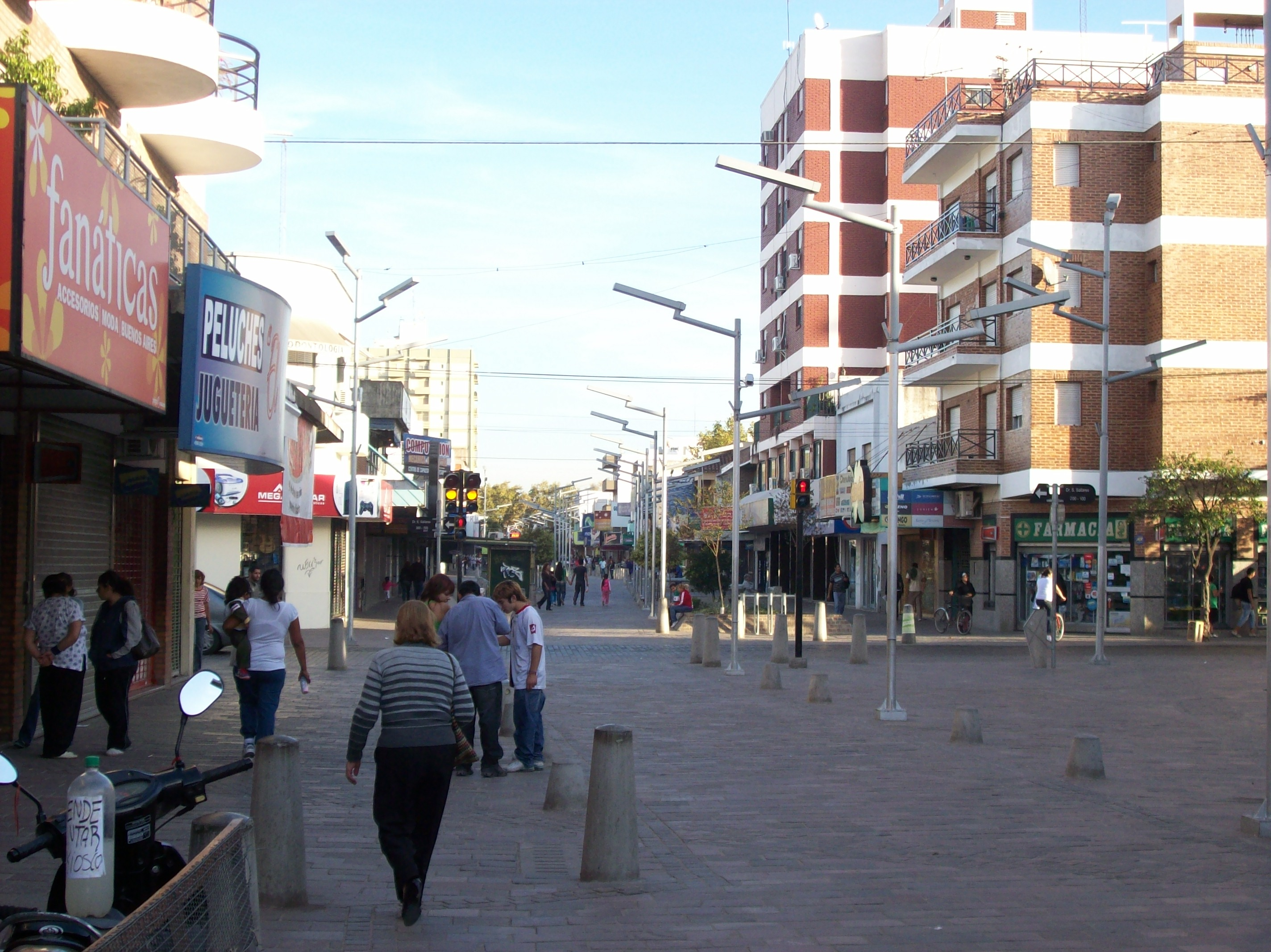
Florencio Varela
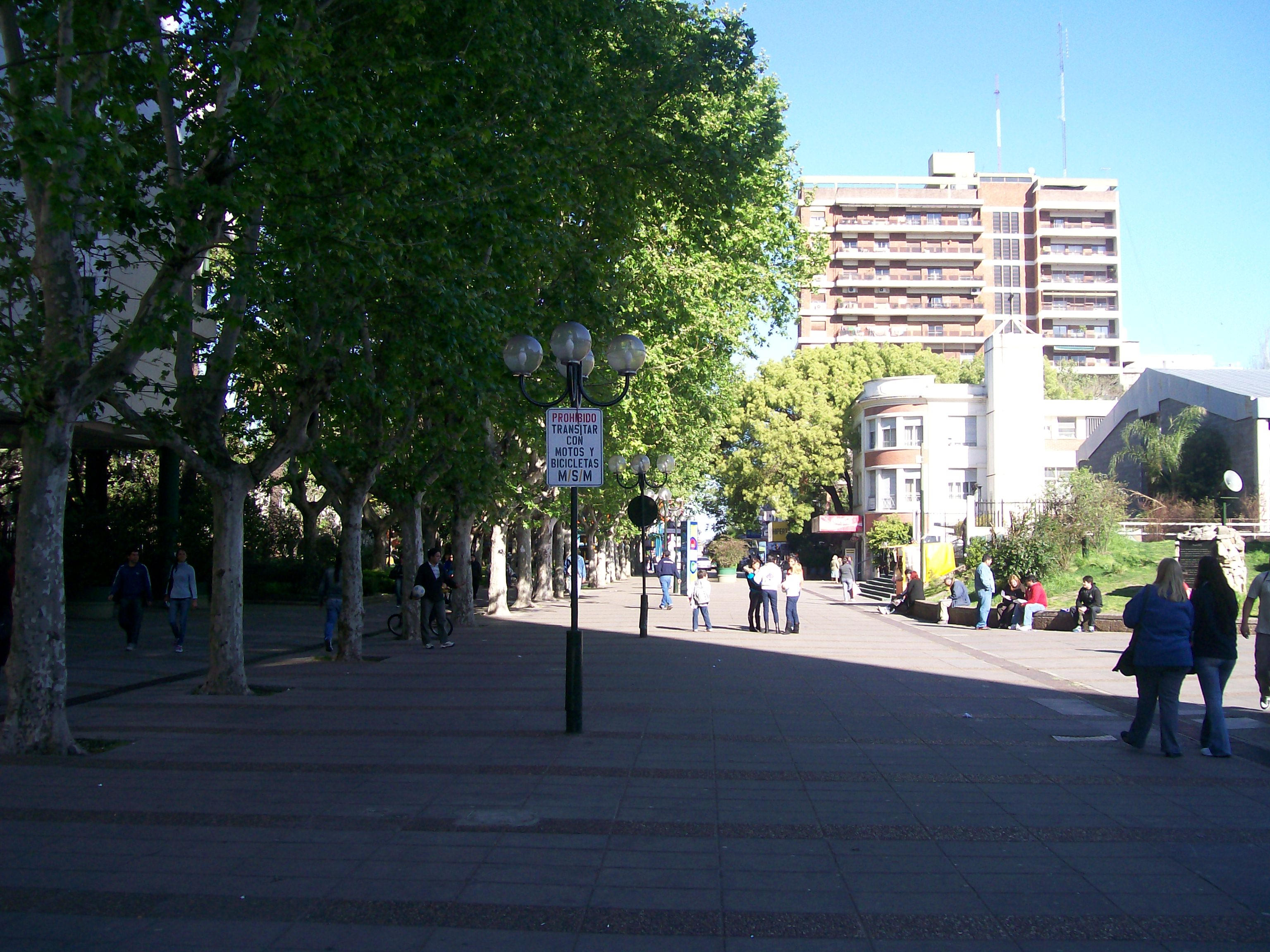
General San Martín
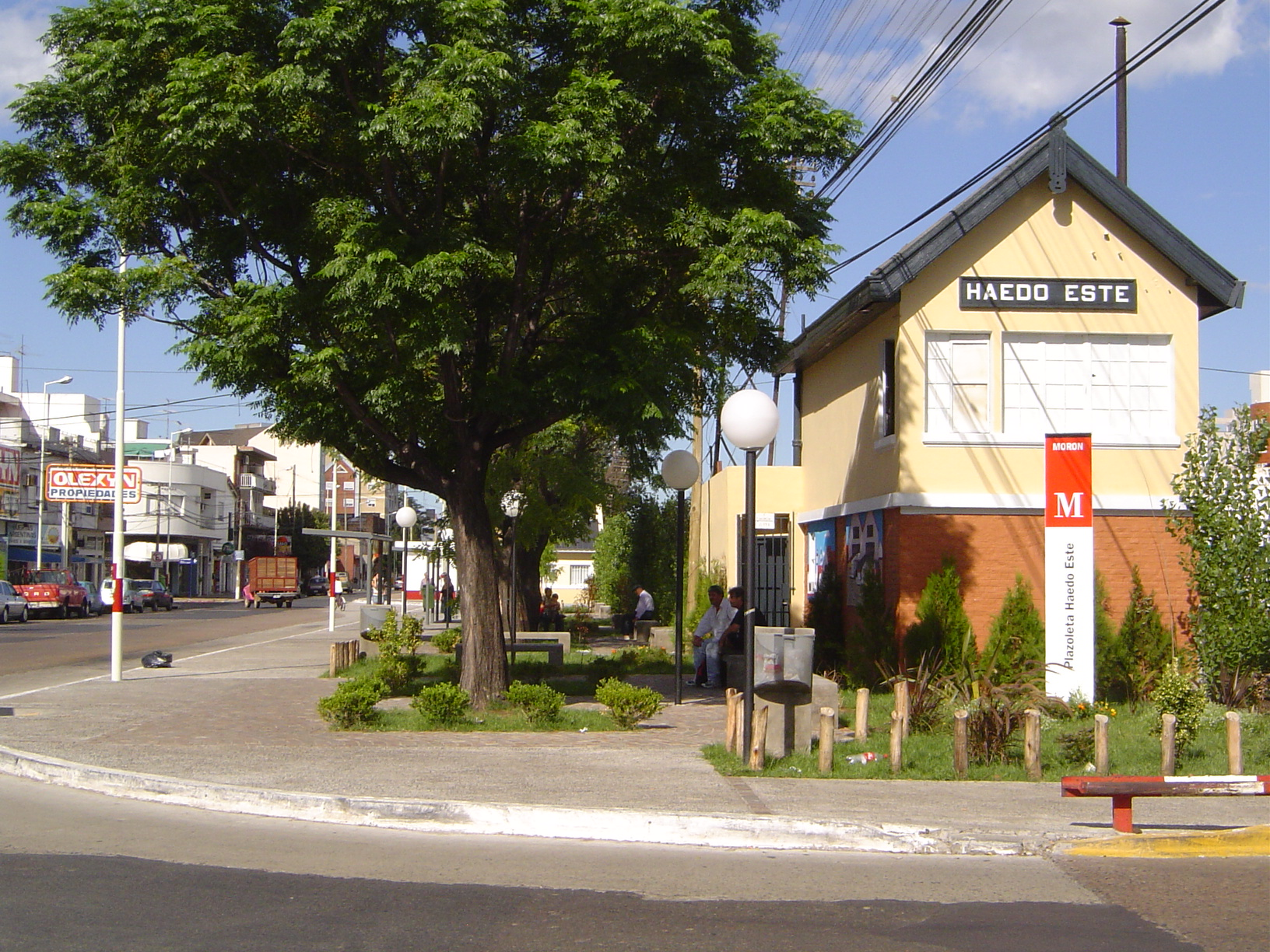
Haedo (Morón Partido)
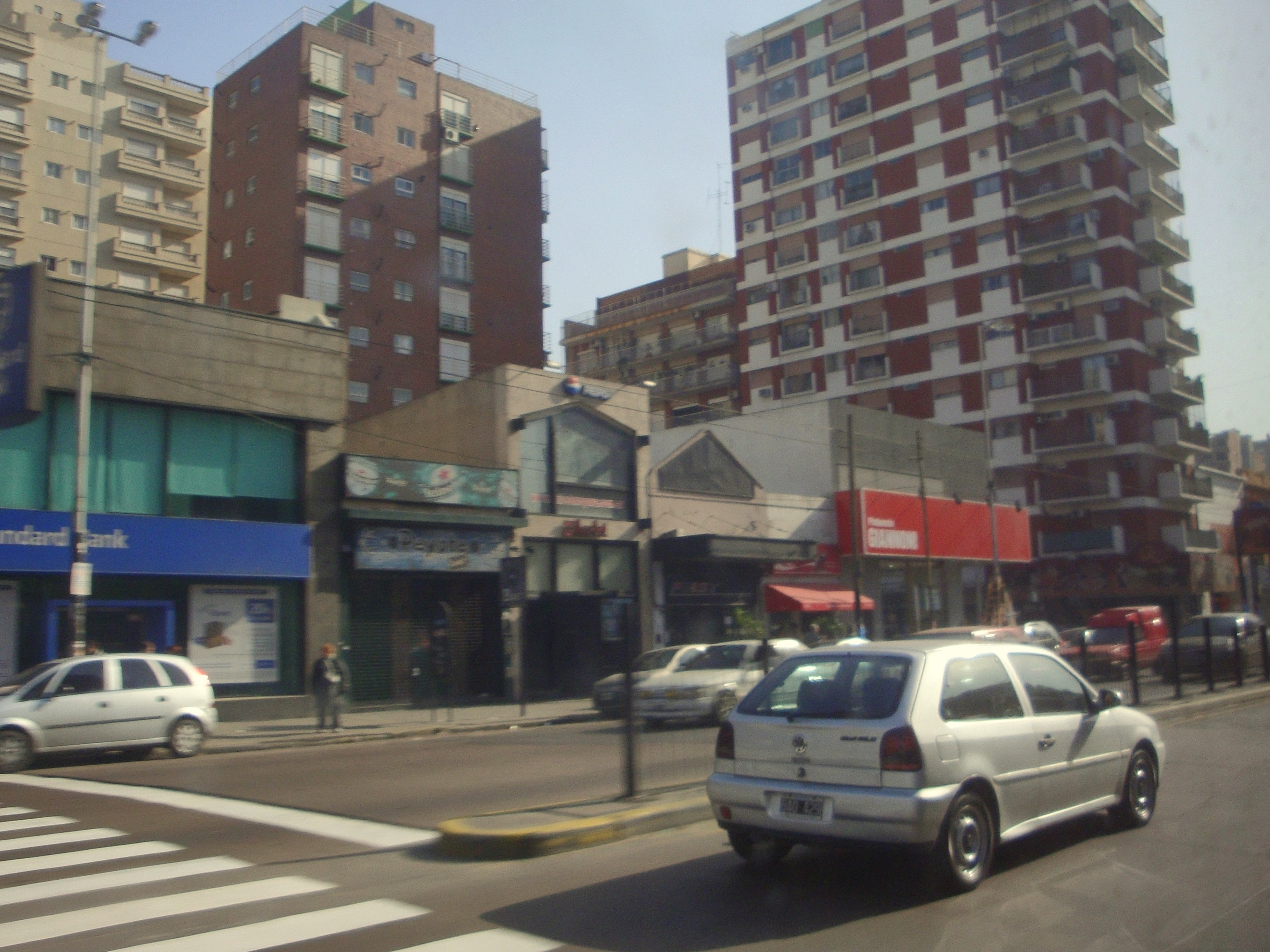
Lanús
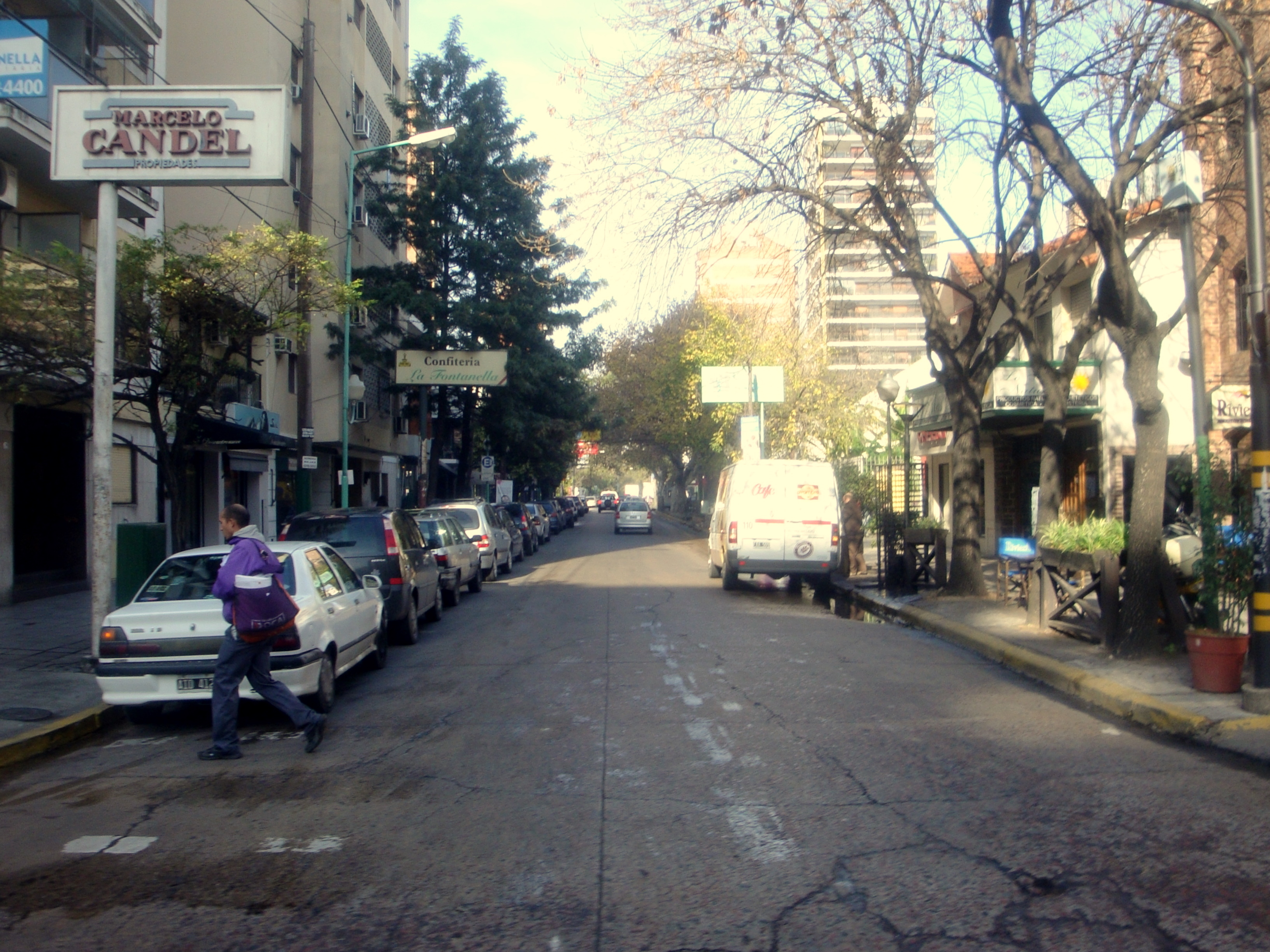
Lomas de Zamora
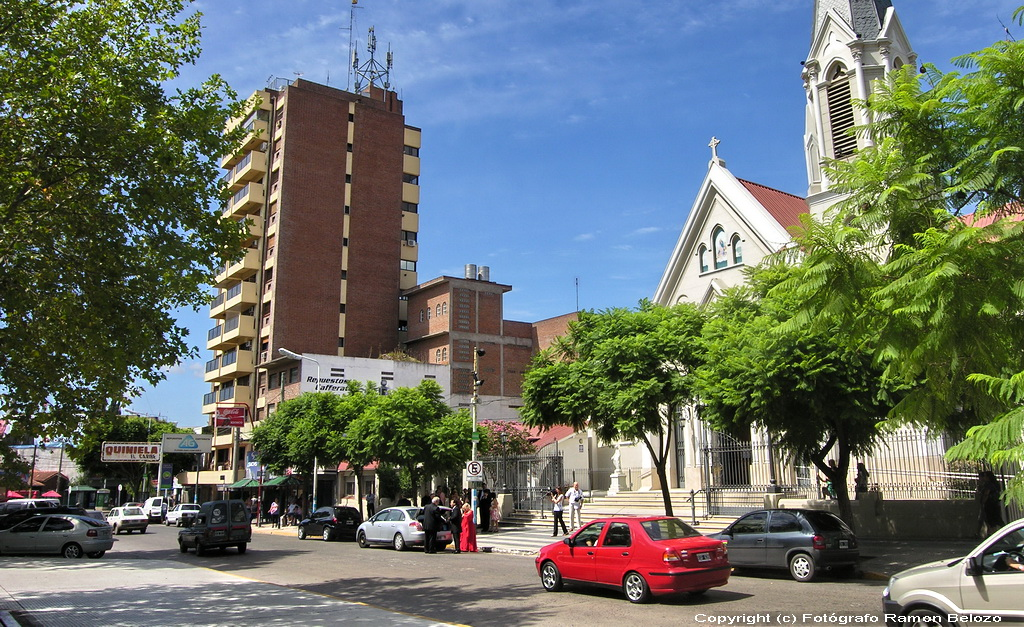
Monte Grande (Esteban Echeverría Partido)
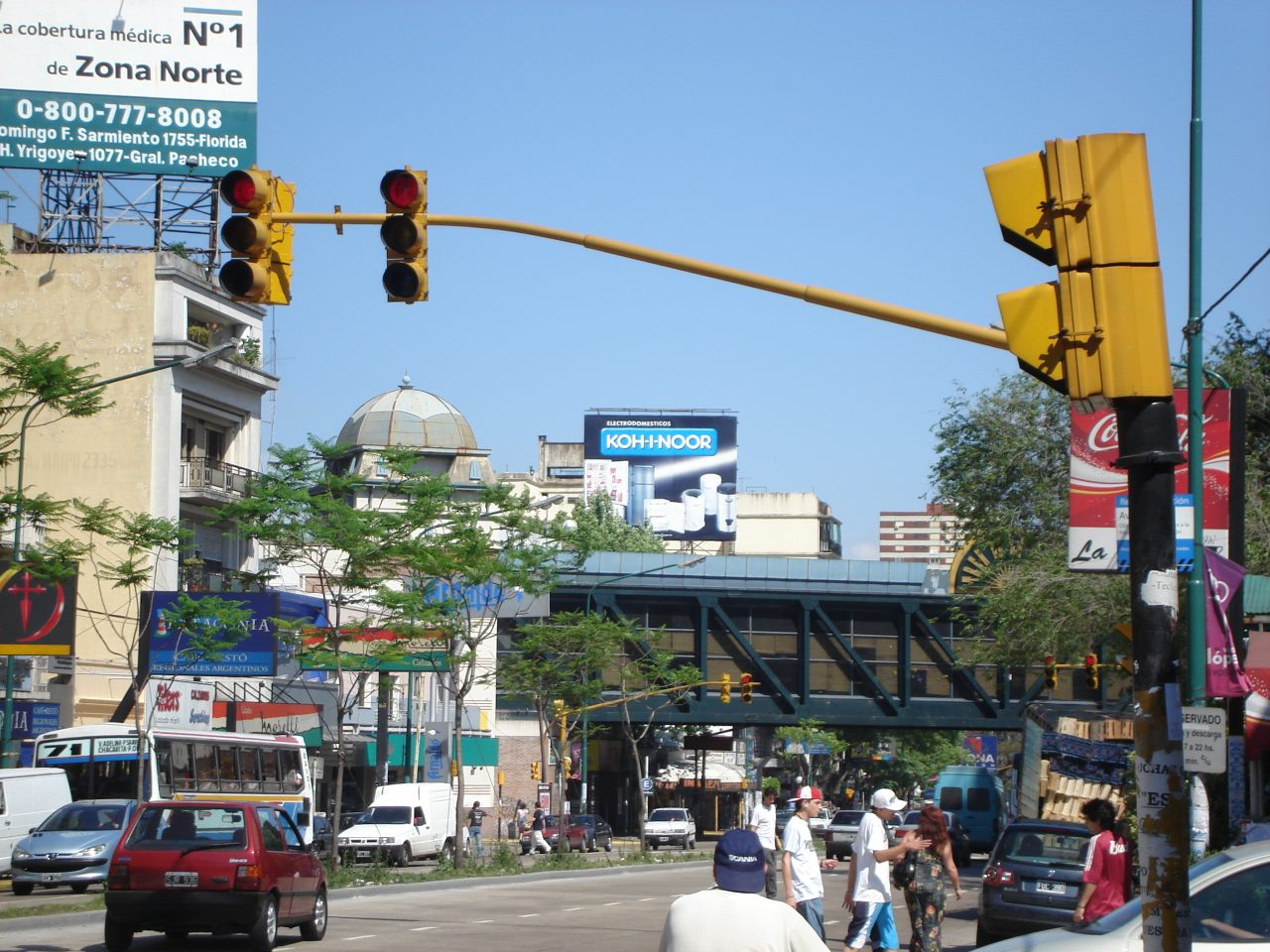
Olivos (Vicente López Partido)
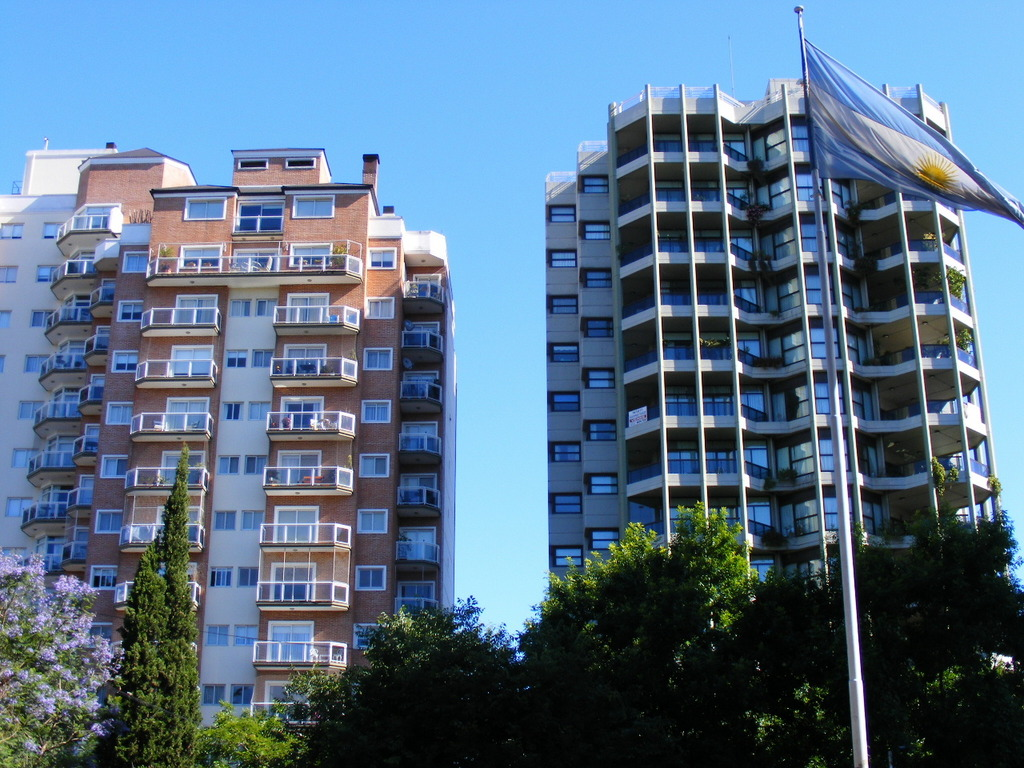
Ramos Mejía (La Matanza Partido)
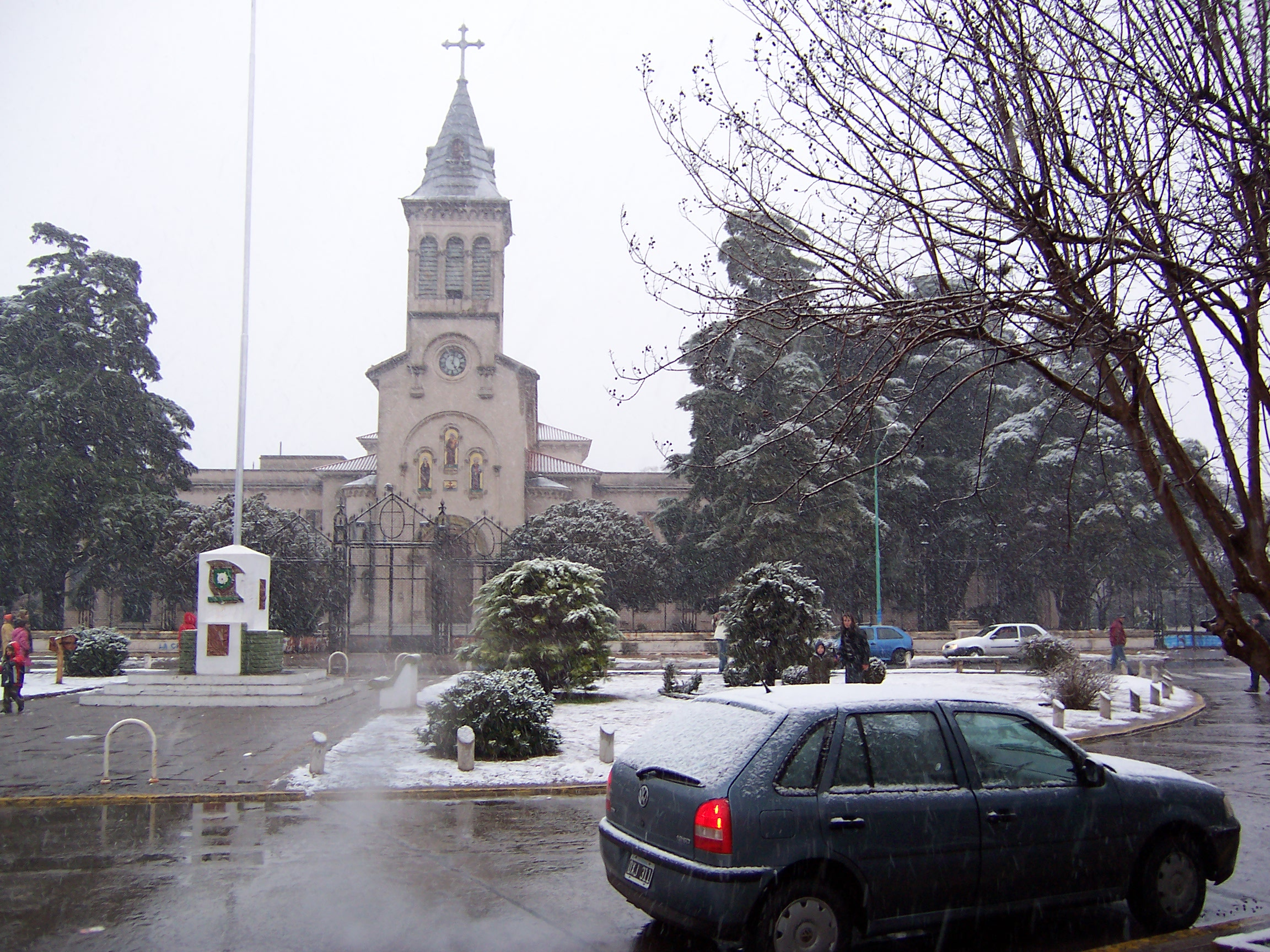
San Antonio de Padua (Merlo Partido)
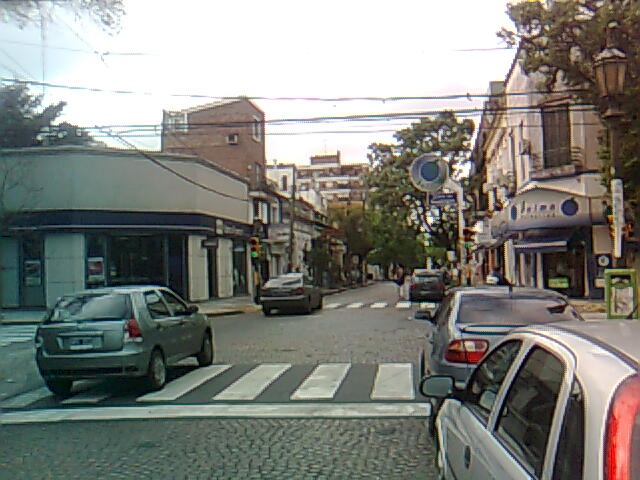
San Isidro
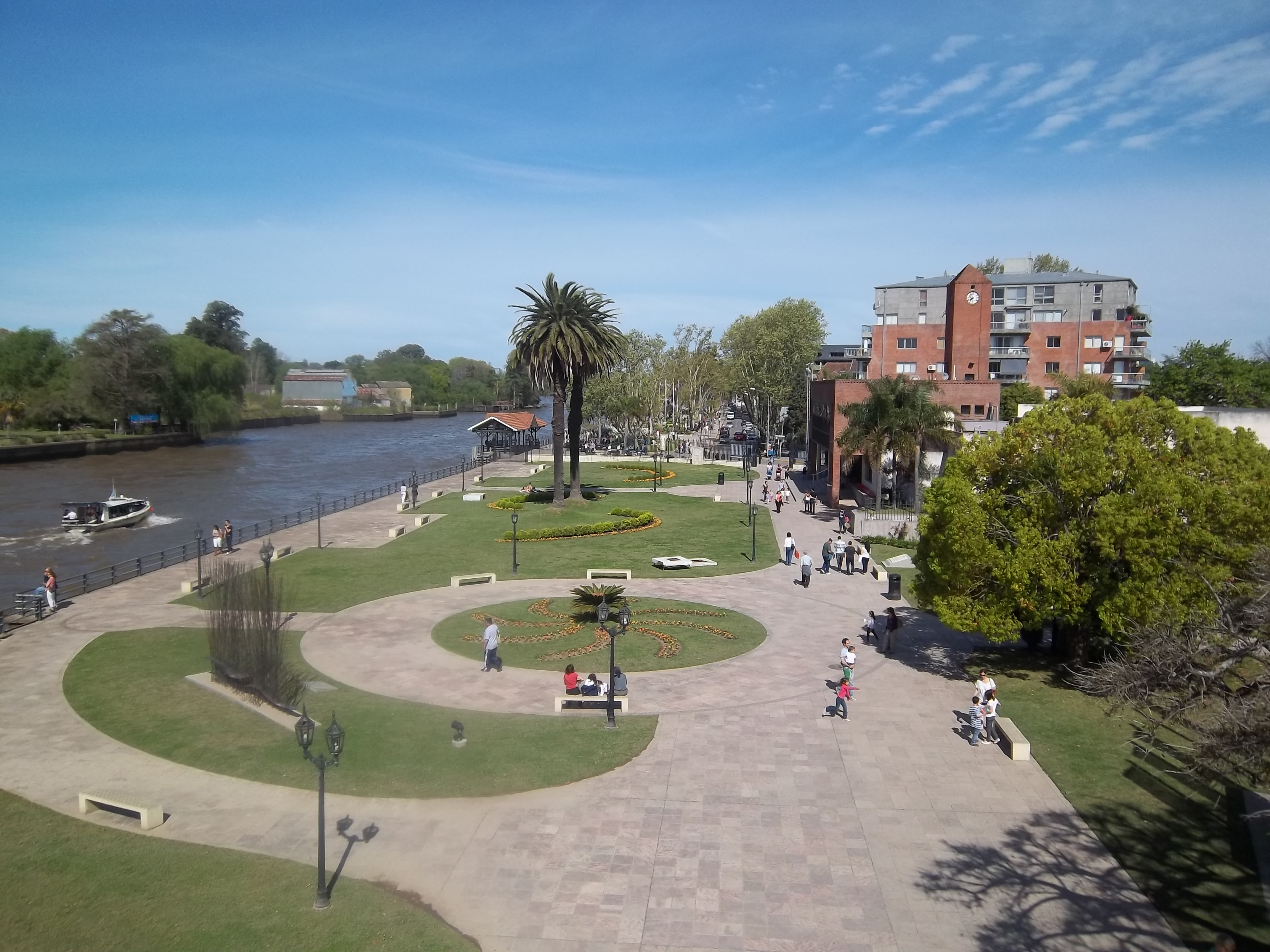
Tigre
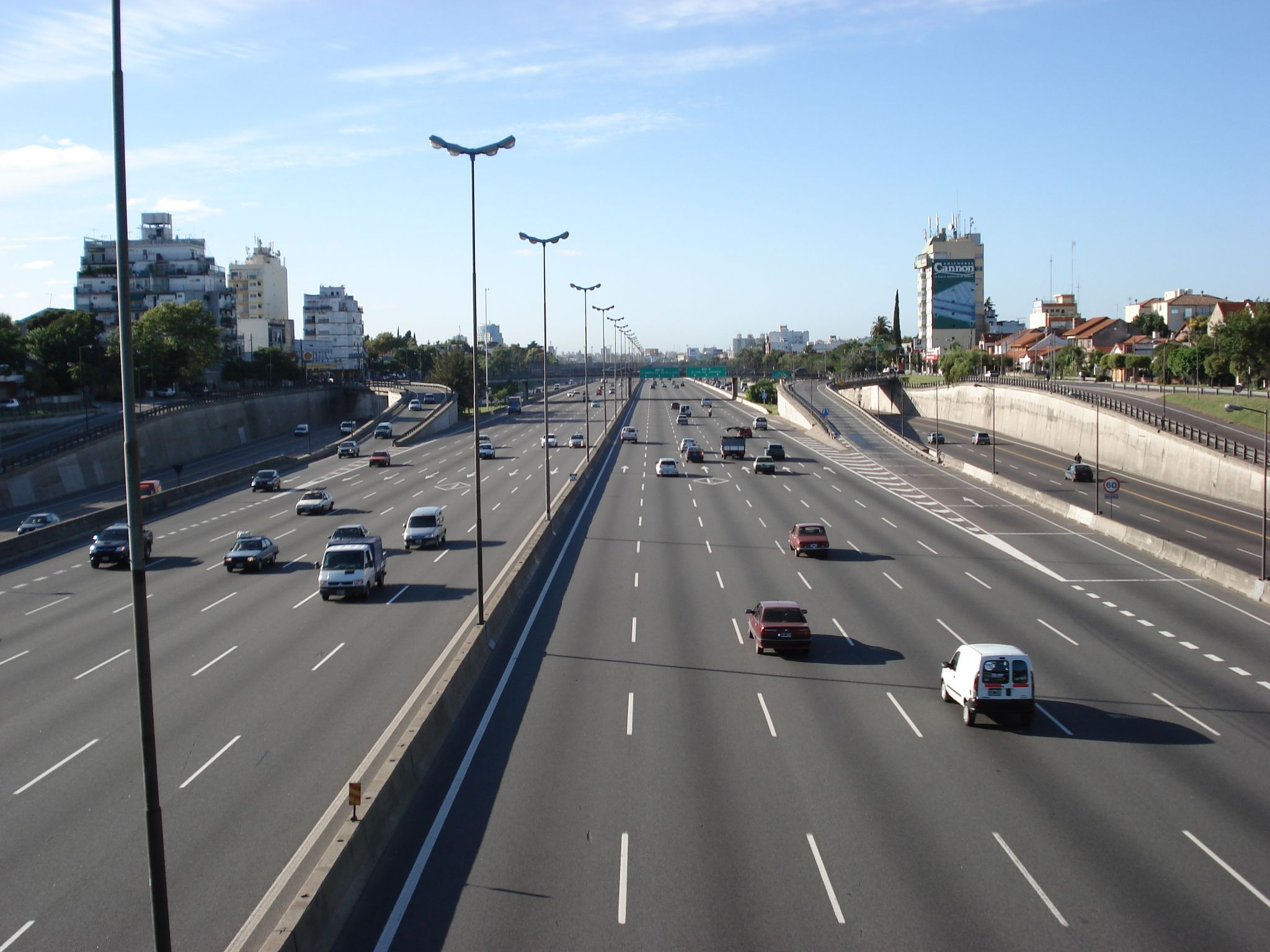
Pan-American Expressway ten noorden van Buenos Aires